# Incantesimi notturni
Incantesimi notturni è l'undicesimo album di inediti di studio pubblicato nel 1994 dalla cantante Donatella Rettore per l'etichetta Ros Records e distribuito dalla Sony Music.

## Descrizione
Dopo lo scarso successo di Son Rettore e canto, Rettore pubblica un nuovo album con il brano Di notte specialmente, presentato al Festival di Sanremo 1994, dove si classifica decima (ottava in quella delle vendite relative ai brani sanremesi). Il singolo (il cui lato B è Sudo) resta nella top 20 per due settimane, raggiungendo anche la top 10 con la posizione numero 10. Come secondo estratto, uscito solo in versione promozionale per le radio, viene invece scelto Voglio la mamma / Bianco. Visto il successo dell'album (circa 50 000 copie vendute), per la presentazione del suo tour estivo, Rettore promuove anche Locura, il cui testo-macedonia presenta inserti in italiano, spagnolo, francese e veneto. L'album contiene anche Nel viale della scuola è sempre autunno, brano del 1977 (già presente nell'album Donatella Rettore), che racconta l'infanzia della cantante.
A luglio 2020 la New Platform (distribuzione Zamusica) decide di dare alle stampe il vinile di Incantesimi notturni in tre versioni: LP nero, LP colorato (azzurro) e Picture-Disc. Per l'occasione viene abbandonata la copertina del 1994 in favore di una più indicata immagine che ritrae Rettore mascherata in un seducente gioco di chiaroscuri.

## Tracce
1. Di notte specialmente
2. Bianco
3. Locura
4. Quello che non sai
5. Voglio la mamma
6. Legami
7. E non cambierò
8. Nel viale della scuola è sempre autunno
9. Sudo
10. L'uomo vero

## Singoli estratti
- 1994 Di notte specialmente / Sudo
- 1994 Voglio la mamma / Bianco
- 1994 Locura

## Formazione
- Donatella Rettore – voce
- Paolo Steffan – tastiera, cori, programmazione, chitarra
- Giorgio Zainer – batteria
- Massimo Zagonari – sassofono soprano, sassofono baritono
- Lalla Francia, Lola Feghaly, Claudio Rego, Paola Folli – cori

## Classifiche
| Classifica (1994) | Posizione massima |
| ----------------- | ----------------- |
| Italia            | 32                |